# Bastendorf
Bastendorf är en ort i Luxemburg.   Den ligger i kantonen Canton de Diekirch och distriktet Diekirch, i den centrala delen av landet, 30 kilometer norr om huvudstaden Luxemburg. Bastendorf ligger 226 meter över havet och antalet invånare är 377.
Terrängen runt Bastendorf är kuperad norrut, men söderut är den platt. Bastendorf ligger nere i en dal.  Närmaste större samhälle är Diekirch, 2,8 kilometer söder om Bastendorf. 
I omgivningarna runt Bastendorf växer i huvudsak blandskog. Runt Bastendorf är det ganska tätbefolkat, med 67 invånare per kvadratkilometer.